# Шигимага Петро Антонович
Петро Антонович Шигима́га (нар. 10 липня 1917, Богодухів — пом. 6 лютого 1999) — український живописець; заслужений художник УРСР з 1977 року.

## Біографія
Народився 27 червня (10 липня) 1917 року в місті Богодухові (тепер Харківська область, Україна). Брав участь у Другій світовій війні. Нагороджений орденом Вітчизняної війни 2 ступеня. 1948 року закінчив Харківський художній інститут (викладачі О. Кокель, О. Хвостенко-Хвостов, Д. Овчаренко, М. Бурачек).
Брав участь у виставках: українських з 1951 року, всесоюзних з 1955 року.
Помер 6 лютого 1999 року.

## Творчість
Працював в галузі станкового живопису, графіки, театрально-декораційного мистецтва. Твори:
- пейзажі:
  - «Березки» (1949);
  - «Сорочинські луки» (1950);
  - «Петрові батоги» (1956);
  - «В сім'ї вольній, новій» (1964);
  - «Літо золоте» (1964);
  - «Сумна весна» (1979);
  - «Озеро Щуче» (1982);
  - «Пора сінокосу» (1986);
  - «Простори Задонеччини» (1989).

- серії «Старий і новий Харків» (1957), «По Україні» (1967), «По Болгарії» (1969);
- оформлення до вистав «Фра-Дьяволо» Д. Обера в Харківському театрі опери та балету (1948), «Лев Гурич Синичкін» за Д. Ленським у Харківському театрі музичної комедії (1950), балету «Вогонь Еліди» В. Золотухіна в Харківському театрі опери та балету (1980).